# Park Eun-sun
Park Eun-sun (* 25. Dezember 1986 in Busan) ist eine südkoreanische Fußballspielerin. Sie spielt beim südkoreanischen Verein Seoul WFC und für die südkoreanische Nationalmannschaft.

## Vereinskarriere
Park spielte als Jugendliche für die Dongsan Information Industry High School und wurde zur wertvollsten Spielerin der südkoreanischen High-School-Liga gewählt. Nachdem sie zwischen 2005 und 2010 als Fußballspielerin pausiert hatte, spielte sie von 2011 bis 2014 für den in Seoul ansässigen und 2004 gegründeten Verein Seoul Metropolitan Government Women’s Football Club (Spitzname Seoul City Amazones) in der südkoreanischen WK-Liga.
Im Juli 2014 wurde bekannt, dass Park die Seoul City Amazones noch während der Saison verlassen wolle und einen Vertrag mit dem russischen Klub FK Rossijanka abgeschlossen hatte. Sie unterschrieb einen Vertrag über eineinhalb Jahre bei dem Verein und wurde im August 2014 offiziell vorgestellt.

## Nationalmannschaft
Park wurde bereits als 16-Jährige in die A-Nationalmannschaft berufen und spielte 2003 nach nur 8 Länderspielen ihre erste Weltmeisterschaft in den USA. Ihren ersten Einsatz bestritt sie während der Fußball-Asienmeisterschaft der Frauen 2003 in Thailand. Sie wurde gegen Hongkong in der zweiten Halbzeit eingewechselt und erzielte beim 8:0-Sieg ihrer Mannschaft vier Tore. Beim 6:0-Sieg gegen Thailand erzielte sie zwei Treffer, beim 4:0-Sieg gegen Singapur einen. Im Finale gegen Japan wurde sie allerdings wegen überharten Spiels mit einer roten Karte vom Platz gestellt. Bei der Weltmeisterschaft schied Südkorea bereits in der Gruppenphase aus und Park blieb in den drei Spielen ihrer Mannschaft torlos. Sie überzeugte aber mit ihrer Schnelligkeit und Technik. 2005 wurde sie in die FIFA-Liste der besten Spielerinnen aufgenommen.
2004 nahm sie an der U-19-Asienmeisterschaft in China teil. Beim 3:0-Finalsieg ihrer Mannschaft gegen die Gastgeberinnen erzielte sie mit einem Hattrick alle drei Treffer und sicherte ihrem Team somit die Teilnahme an der U-19-Weltmeisterschaft. Für ihre Leistungen bei diesem Turnier wurde sie als beste U-19-Spielerin Asiens ausgezeichnet. Obwohl sie nicht wie sonst als Stürmerin, sondern als Abwehrspielerin eingesetzt wurde, hatte sie acht Tore geschossen.
Bei der Fußball-Asienmeisterschaft 2014 erzielte sie sechs Tore und wurde damit vor der Chinesin Yang Li beste Torschützin des Turniers.
Im Mai 2015 wurde sie in den südkoreanischen Kader für die WM 2015 in Kanada berufen, an der Südkorea zum zweiten Mal teilnahm. Nach der WM wurde sie sieben Jahre lang nicht eingesetzt und für die WM 2019 nicht berücksichtigt, am 5. Juli 2023 aber für die WM 2023 nominiert. Sie ist die zweitälteste Spielerin und älteste Feldspielerin im Kader.

## Geschlechtskontroverse
Park, die bei einer Größe von 1,80 m über einen straffen Schuss verfügt, wurde mehrfach aufgefordert, sich einem Geschlechtstest zu unterziehen. 2010 kündigte China im Vorfeld der Asienmeisterschaft an, man wolle das Organisationskomitee auffordern, Park einem Geschlechtstest zu unterziehen, sollte sie bei diesem Turnier auflaufen. Park wurde daraufhin nicht in die Nationalmannschaft berufen.
Im November 2013 gab es seitens sechs der sieben Trainer in der südkoreanischen WK-League eine inoffizielle Aufforderung an die Liga, Park testen zu lassen. Obwohl die Forderung nie offiziell gemacht wurde, gelangte sie an die Öffentlichkeit und wurde mit Empörung aufgenommen. Fans und Analysten warfen den Trainern vor, auf diese Weise die beste Stürmerin der Liga disqualifizieren zu wollen, um selbst mehr Spiele gewinnen zu können. Park beschrieb den Vorfall als erniedrigend und konterte, dass sie an Weltmeisterschaften und den Olympischen Spielen teilgenommen und sich bereits vielen Geschlechtstests unterzogen habe. Auch der Sportverband sagte gegenüber CNN, dass Parks Geschlecht vom koreanischen Fußballverband bereits 2004 vor den Olympischen Spielen getestet worden sei. Parks Klub reichte Beschwerde bei der Nationalen Menschenrechtskommission Koreas (KNHRC) ein, die im Februar 2014 zu dem Schluss kam, dass die Trainer die Menschenrechte der Spielerin verletzt hatten. Obwohl die Kommission hierfür eine Strafe empfahl, übernahmen weder die Liga noch der koreanische Fußballverband KFA die Verantwortung. Park wechselte im August 2014 in die russische Liga.